# Parc national de la rivière Jardine
Le parc national de la rivière Jardine est un parc national situé au Queensland en Australie. Il est situé à 2 137 km au nord-ouest de Brisbane et environ 900 km au nord-ouest de Cairns, à l'extrémité de la péninsule du cap York.
Le parc et ses environs comprend le pays traditionnel de plusieurs tribus aborigènes: Atambaya, Angkamuthi, Yadhaykenu, Gudang et Wuthathi. La région est une zone active de culture aborigène avec ses rites, ses emplacements, ses noms. Aujourd'hui, les aborigènes portent un intérêt très fort à cette terre dont ils assurent la protection et la direction.